# Борріана
Борріана (італ. Borriana, п'єм. Borian-a) — муніципалітет в Італії, у регіоні П'ємонт,  провінція Б'єлла.
Борріана розташована на відстані близько 540 км на північний захід від Рима, 55 км на північний схід від Турина, 8 км на південь від Б'єлли.
Населення — 895 осіб (2014).
Покровитель — San Sulpizio.

## Демографія
Населення за роками:

Станом на 1 січня 2023 року в муніципалітеті офіційно проживало 28 іноземців з 11 країн, серед них 10 громадян країн Євросоюзу.

## Сусідні муніципалітети
- Черріоне
- Монграндо
- Пондерано
- Сандільяно
- Цуб'єна